# Chris Bangle

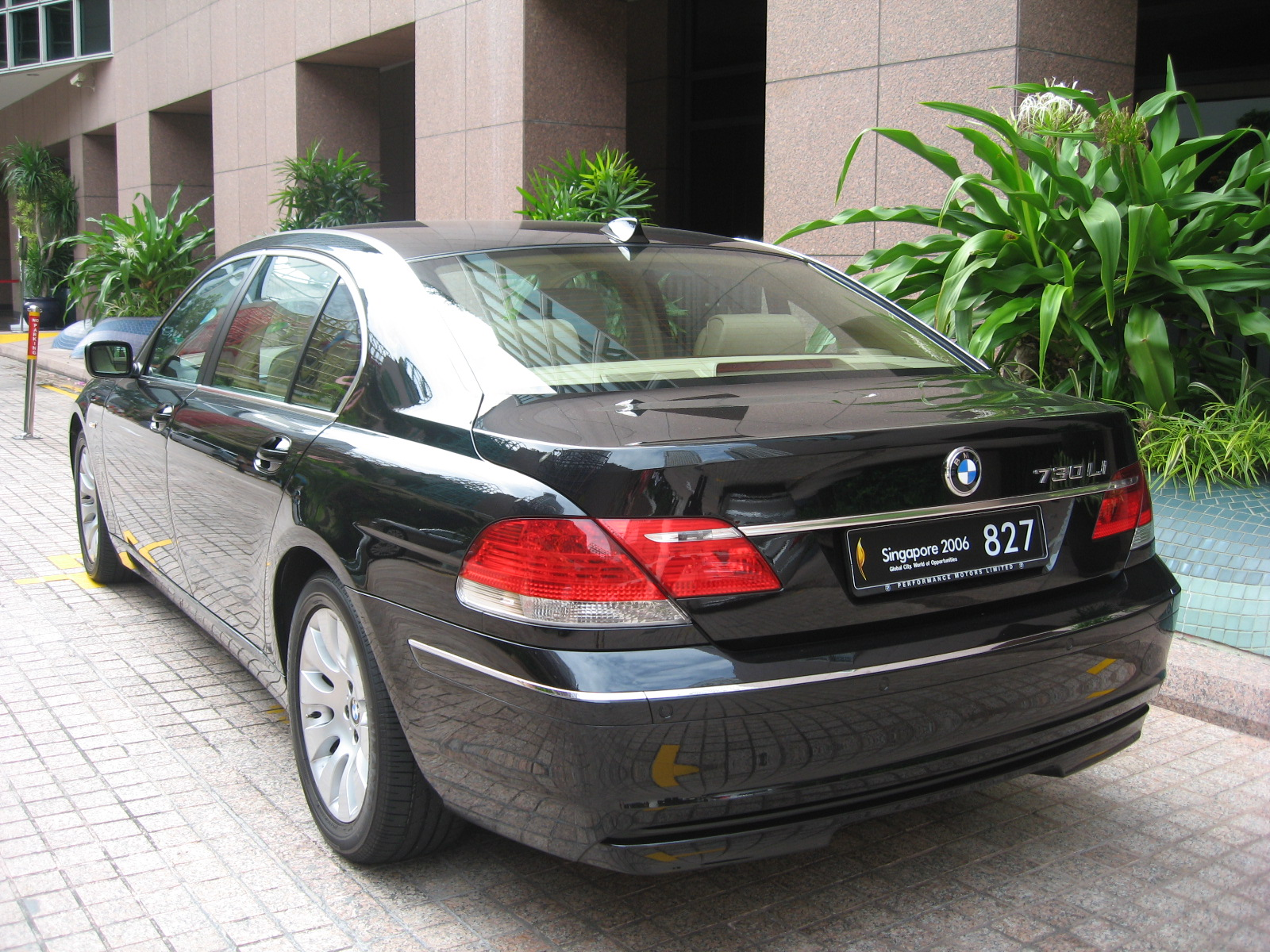
BMW 7-serie uit 2006, met controversiële 'op' de auto liggende 'Bangle butt'

Christopher Edward (Chris) Bangle (Ravenna (Ohio), 14 oktober 1956) is een Amerikaans ontwerper. Hij was tot februari 2009 chef design bij de BMW groep (inclusief Mini en Rolls Royce).
Bangle groeide op in Wausau (Wisconsin). Na getwijfeld te hebben over een loopbaan als Methodistisch dominee besloot hij het Art Center College of Design in Pasadena, Californië, te bezoeken. Hij begon zijn carrière als ontwerper bij General Motors (Opel), waarna hij naar Fiat verhuisde (voornaamste prestatie: de Fiat Coupé). In 1992 werd hij aangesteld bij BMW. In 2009 besloot hij de auto-industrie te verlaten en als zelfstandig ontwerper aan de slag te gaan. Hij werd bij BMW opgevolgd door de Nederlander Adrian van Hooydonk.
Bangles ontwerpen genereerden vaak veel discussie (denk aan de "Bangle Butt" (de boven op de auto liggende achterklep) van de BMW 7-serie sedan van 2002 en de opvallende "holle" lijnen van andere recente BMW's), maar lijken het commerciële succes van BMW niet in de weg te hebben gestaan.
- Gemeinsame Normdatei: 129386537
- International Standard Name Identifier: 0000 0000 1696 9079
- Virtual International Authority File: 57690635
- WorldCat: E39PBJdCr8Rdr8KtvWKvFJ3WjC